# Plecia stricta
Plecia stricta är en tvåvingeart som beskrevs av Hardy 1968. Plecia stricta ingår i släktet Plecia och familjen hårmyggor. Inga underarter finns listade i Catalogue of Life.